# Île Hardwicke
L'île Hardwicke (en anglais : Hardwicke Island) est une des îles Discovery, en Colombie-Britannique, au Canada. 